# Jürgen Lier
Jürgen Lier (* 17. September 1936 in Berlin) ist ein deutscher Schauspieler bei Bühne und Fernsehen.

## Leben und Wirken
Lier erhielt seine künstlerische Ausbildung in Hamburg und gab seinen Theatereinstand ebenfalls in der Hansestadt. Im Anschluss daran wirkte er an Bühnen in Rheydt, Münster und Bonn, ehe er 1969 nach Hamburg zurückkehrte und sich dort niederließ. Eine Tournee brachte ihn bereits in jungen Jahren mit dem Stummfilmstar Dorothea Wieck zusammen. Neben Hörfunkaufgaben bewältigte Jürgen Lier zeitgleich mit seiner Übersiedlung nach Hamburg ab 1969 auch mehrere Rollen bei Kino- wie Fernsehfilmen, darunter anfänglich eine Reihe so genannter St.-Pauli-Filme. Dort wurde der hagere Mime mit den markanten Gesichtszügen zunächst als schräge Type und Ganove vom Dienst eingesetzt. Auch in vier Tatort-Folgen war Lier zu sehen. Zuletzt hatte er Anfang der 1990er Jahre mehrere Auftritte in der ARD-Vorabendserie Großstadtrevier von Jürgen Roland, seinem Entdecker für die Film- und Fernsehlandschaft.

## Filmografie
- 1963: Hassan Ibn Sabbah (Fernsehspiel)
- 1969: Die Engel von St. Pauli
- 1969: Auf der Reeperbahn nachts um halb eins
- 1970: Der Pfarrer von St. Pauli
- 1971: Tatort: AE612 ohne Landeerlaubnis
- 1971: F.M.D. – Psychogramm eines Spielers
- 1972: Dem Täter auf der Spur (TV-Krimireihe, eine Folge)
- 1973: Im Auftrag von Madame (TV-Serie, eine Folge)
- 1973: Tatort: Platzverweis für Trimmel
- 1974: Sie sind frei, Dr. Korczak
- 1974: Der Scheck heiligt die Mittel
- 1977: Sonderdezernat K1 (TV-Serie, eine Folge)
- 1978: Eine Frau bleibt eine Frau (TV-Reihe, eine Folge)
- 1981: Der Fuchs von Övelgönne (TV-Serie, eine Folge)
- 1981: Tatort: So ein Tag …
- 1982: Das blaue Bidet
- 1985: Die Praxis der Liebe
- 1985: Tatort: Acht, neun – aus
- 1989: Maria von den Sternen
- 1990: Der Landarzt (TV-Serie, eine Folge)
- 1991–92: Großstadtrevier (TV-Serie, drei Folgen)